# Heraklion (Schiff)
Die Heraklion (nach der kretischen Hafenstadt Iraklio) war ein Schiff der Reederei Typaldos (Aegean Steam Shipping Tipaldos Bros, griech.:Ατμοπλοΐα Αιγαίου Αδελφών Σ. Τυπάλδου). Es sank am 8. Dezember 1966 südöstlich der Insel Falkonera auf der Fahrt von Kreta nach Piräus.

## Geschichte
Das Schiff wurde 1949 am Clyde von Fairfield Shipbuilders gebaut und von der britischen Reederei Bibby Line unter dem Namen Leicestershire als kombiniertes Fracht- und Passagierschiff im Ostasiendienst nach Ceylon und Burma eingesetzt. 1964 wurde es von der griechischen Reederei Typaldos gekauft und zu einer Autofähre umgebaut. Diese wurde unter dem Namen Heraklion auf der Strecke Chania (Kreta)–Piräus eingesetzt, war 152 m lang, 18 m breit, mit 8.922 BRT vermessen und fuhr 14,5 Knoten. In den Wintermonaten lag die Kapazität des Schiffes bei 35 LKW mit einem durchschnittlichen Gewicht von 10 t. Die letzte Revision des Schiffes vor dem Untergang fand am 29. Juni 1966 statt.

## Der Untergang
Die Heraklion ging am 8. Dezember 1966 auf dem Weg von der Insel Kreta nach Piräus in Höhe der Insel Milos unter. Auf der Fahrt löste sich bei schwerer See ein nicht ausreichend gesicherter Kühllastwagen. Er wurde gegen die mittschiffs in der seitlichen Bordwand befindlichen Ladetüren geschleudert, die aufgedrückt wurden, wodurch rasch große Wassermengen ins Fahrzeugdeck eindrangen. Die Heraklion bekam hierdurch schnell schwere Schlagseite und kenterte, da die Speigatten zu klein waren und das eingedrungene Wasser nicht wieder abfließen konnte. 241 Personen verloren bei dem Unglück ihr Leben; nur 47 konnten das Schiff vor dem Untergang verlassen und gerettet werden. Zum Zeitpunkt des Unglücks hatte der Ersatzkapitän Emanuel Vernikos das Kommando an Bord, da der Stammkapitän des Schiffes, Michael Benas, wegen der Geburt seines Sohnes Thomas Urlaub genommen hatte.

## Auswirkungen
- Ein Großteil des ertrunkenen Personals stammte aus Lixouri, dem Heimatort der Reedereifamilie auf der Insel Kefalonia, sehr viele Familien hatten Opfer zu beklagen und verweigerten größtenteils auch die Annahme der geringen Entschädigung. Die alteingesessene Familie Typaldos, die dem neapolitanischen Adelsgeschlecht Tirpado entstammt, erlitt einen Imageschaden, der auch Unbeteiligte betraf.
- Auf Kreta wurde die Reederei ANEK Lines gegründet, da man die Ursache des Unglücks in dem nichtkretischen Eigner sah. Nur Kreter durften Aktien der Reederei erwerben.
- Charalamos Typaldos, der Eigentümer der Reederei und Panajiotis Kokkinos, der Geschäftsführer, wurden verurteilt und mussten bis 1968 eine Haftstrafe verbüßen. Bei einer zwischenzeitlich angeordneten Überprüfung der verbliebenen Schiffe entsprachen zwölf von 15 nicht den griechischen Sicherheitsbestimmungen. Daraufhin ging die Reederei Typaldos in Konkurs.